# Méhy
Cette page présente le prénom Méhy ainsi que ses variantes.
Méhy est un prénom masculin de l'Égypte antique, abréviation de Jmn-m-ḥb, Amenemheb.
Il apparaît principalement à l'époque du Nouvel Empire (entre 1550 et 1070 av. J.-C.), en particulier sous le règne de Ramsès II (entre 1279 et 1213 av. J.-C.). Ce prénom est associé à des personnalités de l'entourage royal et militaire et symbolise des valeurs telles que la puissance, la loyauté et l'autorité. Méhy est parfois interprété comme signifiant « celui qui est fort » ou « celui qui est puissant ».

## Étymologie et signification
Le prénom Méhy est dérivé de la racine égyptienne mḥ, qui signifie « combattre » ou « être fort ». Dans l'Égypte antique, les prénoms étaient souvent porteurs de significations profondes et d'attributs en lien avec les dieux, la force militaire, ou encore la protection divine. Méhy, par son étymologie, évoque la puissance physique et le courage, des qualités valorisées dans les milieux militaire et noble de l'époque.